# 韦元甫
韦元甫（710年—771年8月15日），字宣宪，京兆郡杜陵县（今陕西省西安市）人。
韦元甫属京兆韦氏阆公房，初任滑州白馬尉，深得探訪使韋陟器重，奏充支使。宝应元年（762年），出任润州刺史。累遷蘇州刺史、浙江西道都團練觀察使。大历初年，拜尚书右丞，出京擔任淮南节度使。大历六年七月乙酉（771年8月15日），韦元甫去世，虚岁六十二，皇帝诏令追赠户部尚书，七年正月乙酉（772年2月11日）葬于杜陵的南原。曾续作《木蘭詩》。

## 家庭

### 曾祖
- 韦文宗，隋朝左千牛[1]

### 祖父
- 韦德敏，唐朝太府卿，赠邓州刺史[1]

### 父母
- 韦玢，唐朝尚书左丞，赠扬州大都督[1]
- 赵郡李氏，特进、中书令李峤之女[1]

## 延伸阅读
[在维基数据编辑]
 在维基文库阅读此作者作品
 《舊唐書·卷115》，出自刘昫《舊唐書》